# Medul·la renal
La medul·la renal és la part més interna del ronyó, i es divideix en diverses seccions, conegudes com a piràmides, entre les quals hi ha les columnes per on passen els vasos sanguinis.